# 秀才 (日本)
日本的秀才（日语：／）是日本律令制下式部省所實行的最高官吏考試制度。也稱作秀才試（しゅうさいし）。
其目的是選拔博學通才的人物，試題是寫兩篇「大事之要略」（國家戰略）論文。成績從最高的上上第到最低的下下第共分9段，第4位即中上第及以上算作及第，淘汰略很高。得上上第者可獲正八位上的職位，但仍比不上從四位之子通過蔭位而得到的從七位。上中第則可獲正八位下。此外，上下第和中上第及第者都可以在式部留省，802年（延曆21年）以後對這些人賜予大初位上、大初位下之職。
秀才和其次的明經分別與蔭位資格者和孝悌顯彰者對應，形成兩科制。後來只有紀傳道學生中最優秀者才有考秀才的資格，其論文題目也改成了範圍更廣的“對策”。